# 위르겐 하버마스
위르겐 하버마스(독일어: Jürgen Habermas, 1929년 6월 18일~)는 독일의 철학자이자 사회학자, 심리학자이며 언론인이다. 비판이론과 실증주의, 북미 실용주의 분야를 연구한 사회학자로 유명하다. 소통 행위의 이론에서 공공 영역의 개념으로 잘 알려져 있다. 사회 이론의 기초와 인식론을 중심으로 연구하였으며, 진보된 자본주의 사회와 민주주의, 비판적 사회진화적 맥락, 현대 정치학(특히 독일의)에 영향을 미쳤다.
현대 사회 제도 안에서, 또한 이성적인 관심사를 쫓고 그것에 대해 토론할 수 있는 인간의 수용 능력 안에서 이루어질 수 있는 이성적이고 비판적인 커뮤니케이션의 잠재력과 이성, 정치적 해방에 대해 밝혀내는 것이 하버마스의 이론적 체계이다. 그는 파시즘은 좌우에 상관없이 나타날수 있다고 주장하여 화제가 되었다. 뮌스터 대학교의 송두율의 박사학위 논문 지도교수다.

## 생애

### 생애 초반
독일 노르트라인베스트팔렌주 뒤셀도르프에서 태어났다. 그는 선천적으로 윗입술이 갈라져있는 구순구개열 장애를 가지고 있었다. 그래서 동리 소년들은 무시하고 놀림감으로 삼았으나 그는 개의치 않고 공부에 열중했다. 하버마스는 장애로 인해 나치 독일 치하에서 열성분자로 분류되어 히틀러 유겐트 정규반에 들어가지 못하고 응급처치반 하급요원이 되었는데, 그는 이 덕분에 자신이 유겐트 정규 복무를 받지 않은 것을 다행으로 여겼다. 1949년 괴팅겐 대학교에서 철학을 수학한 이후 1954년까지 괴팅겐, 취리히, 본 등지의 대학에서 철학, 심리학, 독문학, 경제학을 공부하였다.

### 교육, 비평 활동
이후 강사와 교수로 출강하면서 본 대학교 대학원 과정을 밟으면서 사회학박사 학위를 받았다. 그는 현대 독일의 진보적인 교육자이자 언론인으로 알려졌으며, 1956년 프랑크푸르트암마인 사회연구소에 아도르노의 조교로 들어가면서 비판 이론에 입문했다.
하지만 아도르노와의 사상적 입장 차이로 인해 하버마스는 마르부르크 대학교에 가서야 비로소 대학 교수 자격을 얻을 수 있었다. 그보다 앞선 1961년, 가다머는 그때까지 교수 자격 논문도 통과 못한 서른 두살의 그를 하이델베르크 대학교로 초빙해 갔다.
1961년에는 가다머의 강력한 추천을 받아 하이델베르크 대학교의 철학 교수로 임용되었다.

### 비판 이론과 파시즘 논란
하버마스는 1964년 프랑크푸르트암마인 대학교로 돌아와 철학 및 사회학 교수가 되었다. 이로써 그는 비판이론의 공식적인 후계자로 인정받았다. 그의 교수로서의 활동은 1971년까지 계속되었다.
1960년대 중반부터는 좌우 이념에 상관없이 전체주의적인 행동이 나타날 수 있다고 주장하여 화제가 되기도 했다.
1971년말, 하버마스는 돌연 교수직을 던져 버리고, 슈타른베르크(Starnberg)의 막스 플랑크 과학기술세계 생활조건 연구소로 자리를 옮겼다. 그가 대학을 떠난 데에는 1960년대 말부터 격렬해진 서독 내 학생운동 세력과의 갈등이 배경이 되었다. 그는 학생들의 폭력적인 시위를 마조히즘이라 비난하고, 학생운동을 좌파 파시즘이라고 맹렬하게 공격했다. 그는 이내 극렬한 학생운동권들의 적이 되었고, 부르주아 반동 지성인으로 매도당하는 현실에서 더 이상 대학에 머물며 입씨름하고 싶지 않았다. 그때부터 하버마스는 연구소에 파묻혀 10여 년간 오직 연구와 저술에만 몰두했다. 그의 '의사소통 행위 이론'은 이후 오랜 세월의 사색과 탐구를 거쳐 탄생했다. 하버마스에 대한 극우 진영의 공격과는 별도로 좌익, 학생운동권 진영의 비판 문제는 곧 자신들의 잘못에 대한 비판을 수용하지 않는다는 좌익, 운동 진영의 편협성이 지적되는 계기를 마련했다.
그밖에 한국 문제에도 관심을 보여 대한민국에서 김지하, 송두율 등 비판적 인사들의 처신이 문제가 되었을 때도 한국 정부의 폭력성과 표현의 자유, 사상의 자유를 존중하지 않는 태도를 지적하고 질타했다.

### 연구활동과 명예 교수
하버마스는 1982년에 프랑크푸르트암마인 대학교에 복직했다가 1996년에 정년퇴직하여 명예 교수가 되었다.
1970년대 후반부터 그는 영미 언어 분석 철학의 성과들을 폭넓게 수용해 독일 해석학의 의미 이론에 접맥, ‘화용론적 전회’를 감행함으로써 본격적으로 자기 철학을 수립해 나갔다. 그는 '의사소통 행위론'과 '논변 이론'을 체계화했고, 이것을 핵심으로 '논변 윤리학'과 '의사소통적 이성'의 합리성 개념 및 그것을 축으로 돌아가는 사회적 공론장의 구도를 제시했다. 또한 하버마스는 1960년대의 실증주의 논쟁을 필두로, 역사가 논쟁, 현대-탈현대 논쟁, 독일 통일 논쟁 등 2차 대전 이후 독일 현대사에서 정치와 학문의 방향을 가르는 거의 모든 논쟁에 참여했으며, 이런 활동들은 독일의 민주주의적 정치 문화를 진작하는 데 크게 기여했다고 평가받는다.
저서로는 <의사소통 행위 이론 1, 2>(1981), <도덕의식과 의사소통 행위>(1983), <현대의 철학적 논변>(1985), <사실성과 타당성>(1992) 등이 있다.

## 사상
하버마스는 많은 지적 전통을 바탕으로 철학과 사회 이론의 포괄적인 틀을 구축했다.
- 임마누엘 칸트, 프리드리히 셸링, G. W. F. 헤겔, 빌헬름 딜타이, 에드문트 후설, 한스 게오르크 가다머에 대한 독일 철학적 사상.
- 마르크스주의 전통—칼 마르크스 그 자신의 이론뿐만 아니라 프랑크푸르트 학파의 비판적 신 마르크스 이론, 즉 막스 호르크하이머, 테오도르 아도르노, 허버트 마르쿠제
- 막스 베버, 에밀 뒤르켐, 조지 허버트 미드의 사회학 이론
- 루트비히 비트겐슈타인, J. L. 오스틴, P. F. 스트로슨, 스티븐 툴민, 존 설의 언어철학과 언어행동론
- 장 피아제와 로렌스 콜버그의 발달 심리학
- 찰스 샌더스 피어스와 존 듀이의 미국 실용주의 전통
- 탈콧 파슨스와 니클라스 루만의 사회학적 사회 시스템 이론
- 신칸트주의

하버마스는 우주의 구조보다는 대인 언어적 의사소통의 구조에서 합리성을 위치시킴으로써 합리주의 전통과 구별되는 의사소통적 이성 또는 의사소통적 합리성의 개념과 이론의 발전으로 그의 주요 공헌을 고려한다. 이 사회 이론은 포괄적인 보편주의 도덕적 틀을 유지하면서 인간 해방의 목표를 발전시킨다. 이 틀은 모든 언어 행위에는 내재된 telos("목적"을 뜻하는 그리스어)가 있으며, 인간은 그러한 이해를 가져올 수 있는 의사소통 능력을 가지고 있다는 보편적 실용주의라는 주장에 달려 있다. 하버마스는 루트비히 비트겐슈타인, J. L. 오스틴, 존 설의 연설-행동 철학, 조지 허버트 미드의 마음과 자아의 상호 작용 구성에 대한 사회학적 이론, 장 피아제와 로렌스 콜버그의 도덕적 발전 이론, 프랑크푸르트 동료와 칼-오토 아펠의 담론 윤리학에서 틀을 만들었다.
하버마스의 작품은 칸트와 계몽주의의 전통 안에서, 그리고 부분적으로 담론윤리를 통해 이성에 대한 인간의 잠재력의 실현을 통해 세계를 변화시키고 보다 인간적이고 공정하며 평등한 사회에 도달할 수 있는 잠재력에 대한 강조를 통해 민주사회주의의 반향을 불러일으킨다. 하버마스는 계몽주의가 "미완성 프로젝트"라고 말했지만, 그는 그것이 폐기되지 않고 수정되고 보완되어야 한다고 주장한다.

### 이성과 계몽
하버마스는 단순히 가난과 빈곤만 사라진 상황을 인간의 진정한 해방으로 보지 않았다. 억압이 사라지고 자유로운 토론과 대화가 가능해야만 비로소 해방된 사회다. 그는 이런 해방된 사회는 이성을 통한 논쟁과 가르침, 곧 계몽을 통해서만 이루어진다고 보았다. 비판 이론가들이 회의하고 포스트모더니스트들이 해체하려 한 인간의 합리성을 그는 끝까지 포기하지 않았던 것이다. 그는 현대 문명의 여러 문제들은 이성 자체의 결함에서라기보다, 아직 이성이 충분히 실현되지 않은 탓에 생긴 것으로 보았다(하버마스는 이를 미완의 근대라 표현한다).

### 하버마스의 공론장
하버마스는 부르주아 공론장의 이념형을 전개하기 위해 18~19세기의 영국, 프랑스, 독일의 발전에 주목한다. 독일에서는 18세기 말까지 '작지만 비판적으로 토론하는 공론장'이 형성되었다. 도시민과 부르주아로 구성된 일반 독서 공중이 지속적 독서습관을 갖고 구축하여, 부르주아들의 배타적 공동체로서 실행되고 있었다. 그 후 프랑스 혁명으로 인해 공론장에 정치화 물결이 일어났다. 즉, '사회생활의 정치화', 신문의 증가와 검열에 대한 저항 투쟁과 언론자유를 위한 투쟁은 19세기 중반까지 확장되어 가는 공공적 의사소통망의 기능 변화를 특징짓는 것이다.
하버마스는 국가와 사회의 경향적 분리에서 온 구조 변동을 두 가지 방식으로 개념화하였다. 근대의 자연법 이론이나 스코틀랜드 도덕철학의 사회이론에서만 해도, 시민사회는 전체적으로 사적 영역으로서 항상 공권력과 정부에 대립하는 것이었다. 그러나 가족적 사생활 영역과 직업 체제의 반대 방향으로의 구조화가 의식되었다. 이는 '시민사회:사적 영역=국가:공권력'의 관계에서 시민사회가 공권력에 영향을 미칠 수 있게 되면서 생활영역 자체가 다시금 사적 영역과 공권력의 영역으로 분리되었다고 할 수 있다.
이 권력으로 인해 공론장은 의사소통적 영향력의 조종을 위해 싸우는 '권력화한 투기장'으로 성장하였다. 조직화된 집단의 구성원들은 다중심적 공론장에서 수동적 대중의 동의를 얻으려 경쟁한다. 이 과정에서 그들은 권력 조정과 이익조정을 둘러싸고 서로 경쟁하는 동시에 무엇보다도 국가 관료의 거대한 복합체에 대항해 겨룬다. 하버마스는 정치적 공론장에 내재하는 사회적 자기 조직화의 잠재력을 주목하고, 서구적 유형의 사회에서 복지국가 및 조직화된 자본주의에로의 복잡한 발전이 지닌 반작용들에 관심을 가졌다.

### 하버마스와 송두율
송두율 교수가 2003년 한국 귀국 당시 국가보안법 위반으로 징역을 선고받고 감옥에 있던중 '안중근 평화상'을 받게 되자 송두율 교수가 직접 감옥 밖으로 외출하여 상을 받는것으로 오인한 하버마스는 송두율 교수에게 직접 독일 대사관으로 피신하라고 일러주기도 하였다고 한다.

## 저서

### 단행본
- 대화 하버마스 대 라칭거 추기경 (위르겐 하버마스, 요제프 라칭거 공저, 윤종석 역, 출판사 새물결, 2009)
- 분열된 서구 (장은주, 하주영 역, 도서출판 나남, 2009)
- 진리와 정당화 (윤형식 역, 도서출판 나남, 2008)
- 사실성과 타당성: 담론적 법이론과 민주적 법치국가 이론 (한상진, 박영도 역, 도서출판 나남, 2007)
- 의사소통행위이론 2 (장춘익 역, 도서출판 나남, 2006)
- 의사소통행위이론 1 (장춘익 역, 도서출판 나남, 2006)
- 의사소통의 철학 (홍윤기 역, 도서출판 민음사, 2004)
- 인간이라는 자연의 미래 (장은주 역, 도서출판 나남, 2003)
- 공론장의 구조변동: 부르주아 사회의 한 범주에 관한 연구 (한승완 역, 도서출판 나남, 2001)
- 사실성과 타당성 (한상진 외 역, 도서출판 나남, 2000)
- 탈 형이상학적 사유 (이진우 역, 문예출판사, 2000)
- 담론윤리의 해명 (이진우 역, 문예출판사, 1997)
- 현대성의 새로운 지평 (한상진 역, 도서출판 나남, 1996)
- 새로운 불투명성 (이진우 외 역, 문예출판사, 1995)
- 소통행위이론 I (서규환 역, 의암출판문화사, 1995)
- 커뮤니케이션 행위이론 I (이강수 역, 도서출판 나남, 1994)

### 논문
- 현대성의 철학적 담론 (이진우 역, 문예출판사, 1994)
- 사회과학의 논리 (박성수 역, 문예출판사, 1988)
- 후기자본주의 정당성 연구 (도서출판 청하, 1988)
- 커뮤니케이션과 사회진화(심연수 역, 도서출판 청하, 1987)

## 수상 경력
- 헤겔 상(1974)
- 프로이트 상(1976)
- 아도르노 상(1980)
- 야스퍼스 상(1995)
- 호이스 상(1999)
- 독일서적상인 연합회 평화상(2001)

## 기타
송두율의 스승이라는 이유로 1986년까지 그의 서적은 대한민국 국내에 입수되지 못하였으며, 1986년 그의 서적을 번역하려는 시도가 있었으나 무산되었다. 1987년 2월 이후 단행본으로 나왔으나 주목받지 못하였고, 1994년부터 그의 서적이 활발하게 번역되어 출간되고 있다.

## 참고 문헌
- 하버마스 『인식과 관심』 / 서도식 pdf
- 하상복, 푸코&하버마스- 광기의 시대 소통의 이성 (김영사, 2009)
- 발터레제 쉐퍼, 하버마스 (선우현 역, 거름, 1998)
- 문성훈, 하버마스가 들려주는 의사소통 이야기 (도서출판 자음과모음, 2008)
- 위르겐 하버마스 정치문화 현실과 의사소통적 사회비판이론:하버마스 정치 시사 평론선집 (홍기수 역, 도서출판 문예마당, 1996)
- 윤평중, 푸코와 하버마스를 넘어서 (교보문고, 1997)

## 같이 보기
| - 표현의 자유 - 사상의 자유 - 반지성주의 - 사회민주주의 - 송두율 - 미셸 푸코 | - 포스트 모더니즘 - 실증주의 - 실용주의 - 파시즘 - 좌파 파시즘 - 프랑크푸르트 학파 |